# تشارلز ألين موسر
تشارلز ألين موسر (بالإنجليزية: Charles Allen Moser)‏ هو عالم وظائف الأعضاء أمريكي، ولد في 1952.

## وصلات خارجية
- تشارلز ألين موسر على موقع IMDb (الإنجليزية)